# Kossenblatt
Kossenblatt (niedersorbisch Kósomłot) ist ein Ortsteil der Gemeinde Tauche im Landkreis Oder-Spree (Brandenburg).

## Geografie
Kossenblatt liegt an der L443 im Südwesten von Tauche auf dem Südrand der Beeskower Platte. In der Nähe befinden sich der kleine und der große Kossenblatter See. Über den Wasserweg ist von Kossenblatt ausgehend der Schwielochsee, sowie der im Unterspreewald gelegene Neuendorfer See zu erreichen.

## Geschichte
Kossenblatt wurde 1208 als Coscenblot zum ersten Mal erwähnt. 

In den nächsten Jahrhunderten wird der Ortsname in den Schreibweisen Kozzenblot (1307), Kossinblot (1440/41) und Cossenblad (1724) wiedergegeben.
Über die Namensgebung des Ortes gibt es mehrere Theorien. Während man sich über die Bedeutung des ersten Namensteils nicht einig ist, ist die Ableitung des „-blatt“ aus dem sorbischen Wort błoto für „Sumpf“ unstrittig.
 Sorbisch wurde in der Umgebung von Kossenblatt noch bis Anfang des 19. Jahrhunderts gesprochen.
Spätestens seit 1541 (bis 1736) gehörten die Nachbardörfer Werder und Briescht zum Rittergut Kossenblatt. Auf der Spreeinsel neben dem vor 1581 erbauten Herrenhaus wurde zwischen 1705 und 1712 das Schloss Kossenblatt errichtet. 1736 wurde das Schloss von König Friedrich Wilhelm I. erworben, der es seinem Sohn August Wilhelm als Sommerresidenz überließ.

Am 5. Juli 2008 wurde das 800-jährige Bestehen des Ortes mit einem Festumzug gefeiert.

## Tourismus
Die Schleuse Kossenblatt wurde 2007 wiedereröffnet und bildet damit aus östlicher Richtung einen Wasserweg zum Spreewald oder nach Berlin.
Für Wasserwanderer wurde der Biwakplatz Kossenblatt eingerichtet. Der Spreeradweg führt durch den Ort. Das alte Rittergut Kossenblatt beherbergt im Herrenhaus ein Landhotel und Restaurant.

## Sehenswürdigkeiten
Kossenblatt besitzt mehrere Baudenkmale, darunter:
- Schloss Kossenblatt
- Rittergut Kossenblatt
- die Wehr- und Schleusenanlage Kossenblatt
- Spätgotische Dorfkirche Kossenblatt[5]
- Zweistöckiges Fachwerkhaus mit Oberlaube, 18. Jh. (An der Zollbrücke 17)

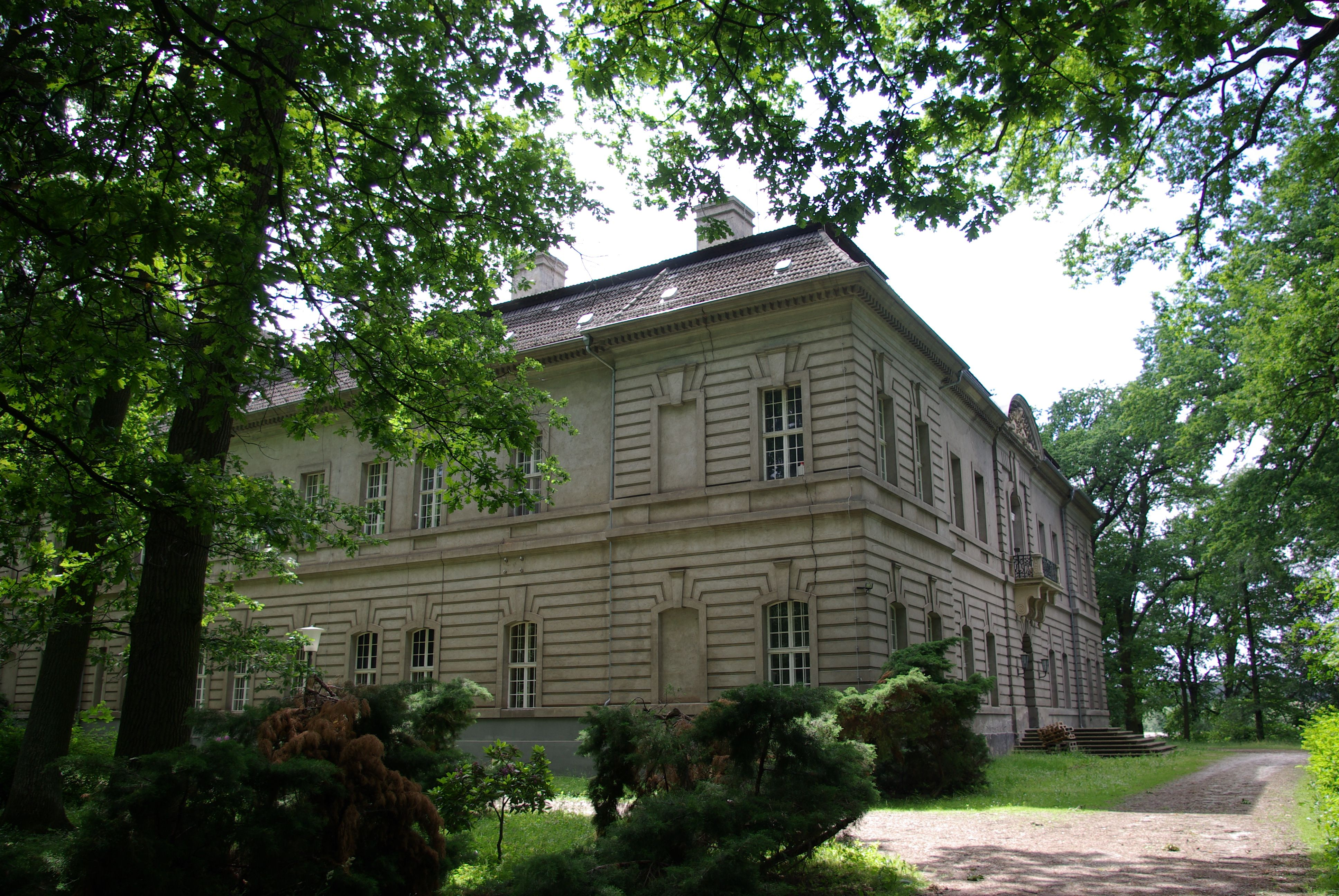
Schloss Kossenblatt
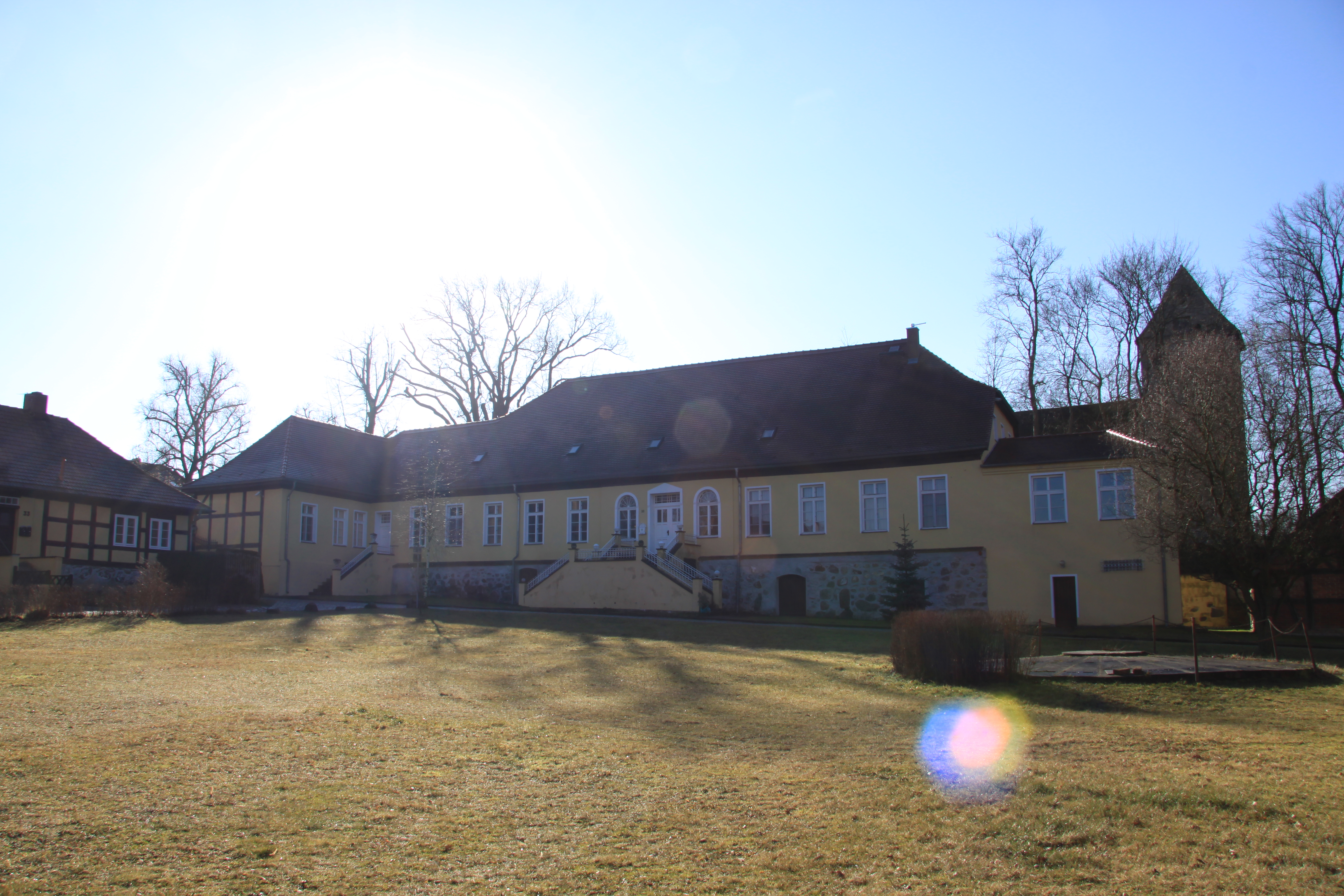
Das alte Herrenhaus auf dem Rittergut Kossenblatt
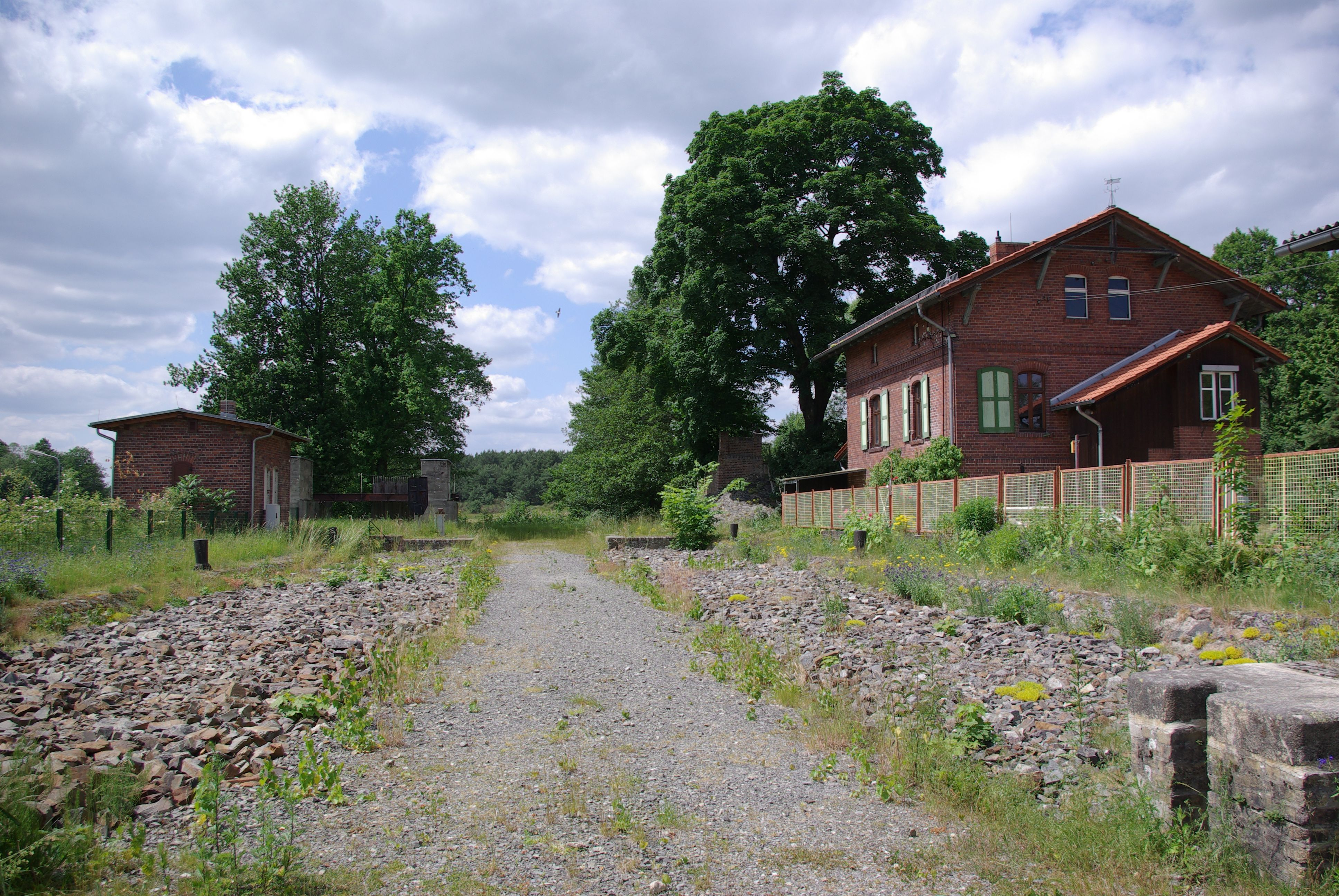
Wehr- und Schleusenanlage Kossenblatt
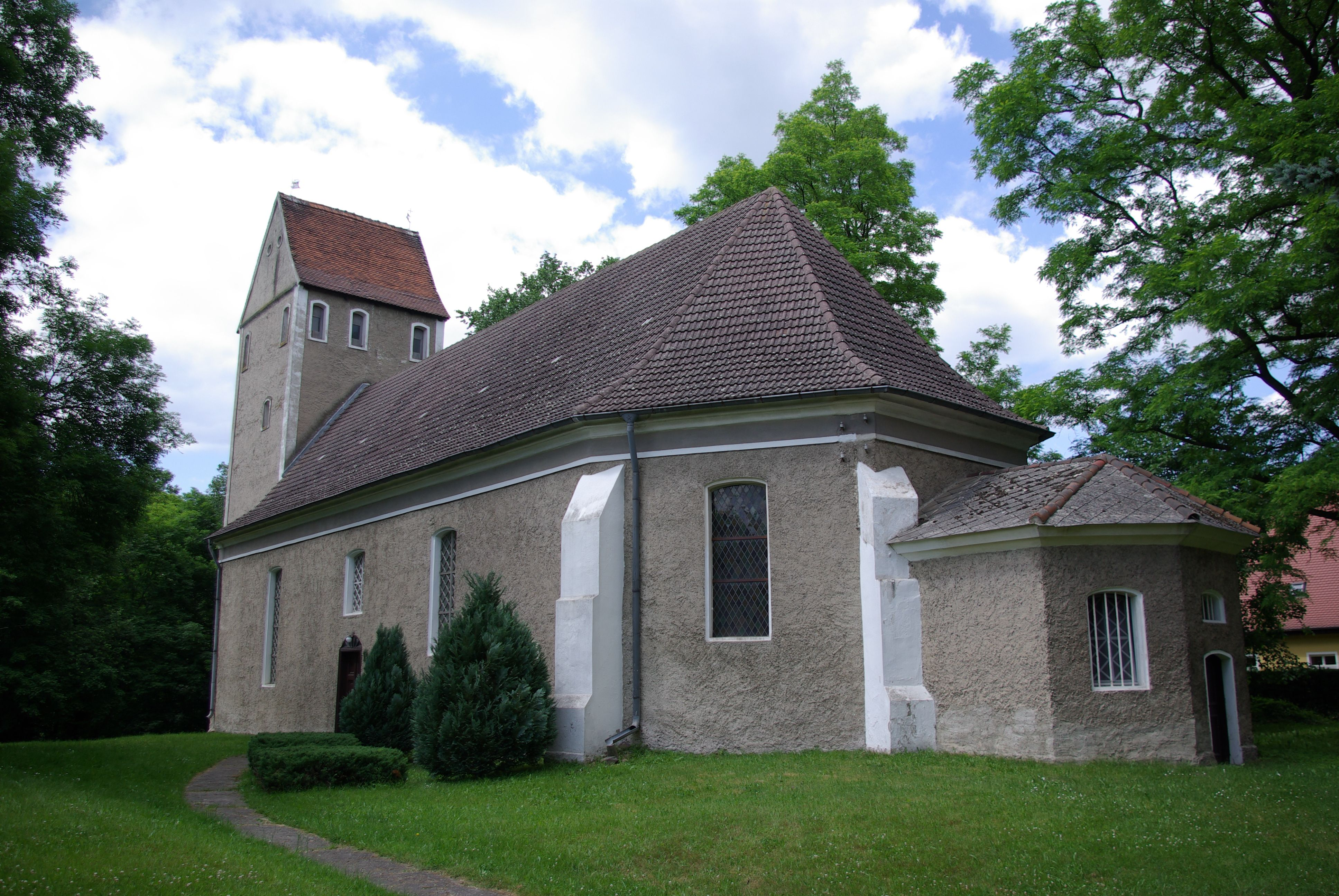
Dorfkirche Kossenblatt